# 春の宝塚踊り
『春の宝塚踊り』（はるのたからづかおどり）は宝塚歌劇団の舞台作品。月組公演。
併演作品は『ラムール・ア・パリ』。

## 解説
※『宝塚歌劇100年史（舞台編）』の宝塚大劇場公演のデータを参照。
日本物のショー作品。日本の古典や俗曲、民謡などを現代的にアレンジし、日本国外の人にも受け入れられる作風に作られた。桜満開の舞台に始まり、あやつり三番叟、女郎蜘蛛の紅葉狩りなどの歌舞伎の場面や、表屋節、銭太鼓などの民謡集を展開。
61期生46人の初舞台公演であった。

## 公演期間と公演場所
- 1975年3月27日 - 5月12日　宝塚大劇場[1]
- 1975年7月4日 - 7月28日　東京宝塚劇場[2]

## 宝塚大劇場公演のデータ
形式名は「海外公演試作」。14場。

### スタッフ（宝塚大劇場公演）
- 作・演出：白井鐵造[1]
- 音楽：中元清純[3]、中井光晴[3]、十時一夫[3]、吉崎憲治[3]
- 音楽指揮：十時一夫[3]
- 振付：花柳寿楽[3]、渡辺武雄[3]、冨士野高嶺[3]
- 装置：石浜日出雄[3]
- 衣装：小西松茂[3]、中川菊枝[3]
- 照明：今井直次[4]
- 音響・録音：松永浩志[4]
- 小道具：上田特市[4]
- 効果：望月太三雄[4]
- 合唱指導：十時一夫[4]
- 演出補：酒井澄夫[4]
- 演出助手：太田哲則[4]、南明[4]
- 制作：大内芳亮[4]